# نصف مال من، نصف مال تو
نصف مال من، نصف مال تو فیلمی به کارگردانی وحید نیکخواه آزاد و نویسندگی اصغر عبداللهی ساختهٔ سال ۱۳۸۵ است.

## خلاصه داستان
داستان فیلم دربارهٔ دو دختر دبستانی است که پس از مدتی متوجه می‌شوند خواهر هستند و پدرشان دو زن دارد و برای کمک به پدر همه سعی خود را می‌کنند تا موضوع را از مادران خود پنهان کنند. همزمان مادران آنها به‌طور اتفاقی باهم آشنا شده و دوست می‌شوند؛ بی‌خبر از اینکه هووی یکدیگرند!

## بازیگران اصلی
- محمدرضا شریفی‌نیا
- مریلا زارعی
- فرهاد آئیش
- شقایق فراهانی
- مازیار لرستانی
- مریم امیرجلالی
- بهزاد رحیم‌خانی
- نادر سلیمانی
- سهیلا گلستانی
- ترلان پروانه
- آلما اسکویی
- روژان آریامنش